# Litotes
De litotes is een stijlfiguur waarbij een begrip wordt omschreven door de ontkenning van het tegengestelde, met het doel juist een sterke bevestiging uit te drukken.

## Voorbeelden
- Dat was niet erg slim van je! (Bijvoorbeeld tegen iemand die een vaas uit zijn handen laat vallen; de spreker vindt hem heel dom.)
- Daar zit ik niet direct op te wachten! ("Dat wil ik heel graag vermijden.")
- Niet leuk, hoor! ("Heel naar.")
- Ze konden er niet om lachen. ("Ze vonden het heel vervelend.")
- Dat was dus niet bepaald een succes. ("Het was een flop.")
- Dat was niet slecht. ("Dat was heel goed.")
- Citaat van prinses Amalia in biografie door Claudia de Breij (2021): Ik ben echt niet de meest gelovige persoon ("Ik heb zo mijn twijfels.")[3]
- Tusschen hem beyde en was gene vrede ("ze vochten dat de stukken eraf vlogen" - uit Karel en de Elegast, 13e eeuw)

## Litotes en ontkenning

### Ontkennende zin
Een litotes bevat een ontkenning, maar als een zin ontkennend is, wordt hij daarmee nog geen litotes. Je kunt eenvoudig willen meedelen dat er gisteren geen regen viel ("Gisteren regende het niet"); dat iemands intelligentie beperkt is ("Hij is niet erg slim") of dat een vorm van beleid redelijk succesvol blijkt ("Het gaat helemaal niet zo slecht met de gescheiden afvalinzameling") zónder dat je daarmee het tegendeel wilt benadrukken. 
Pas wanneer het wél de bedoeling is juist krachtig het tegendeel te suggereren, wordt een ontkenning ook een litotes. Dit kan blijken uit een aantal hulpmiddelen:
- het verband (de situatie waarin de uiting wordt gedaan)
- de intonatie (bij gesproken taal)
- het gebruik van kwalificerende woorden ("niet bepaald", "nou niet direct").

### Dubbele ontkenning
Een zin kan twee ontkenningen bevatten, en in talen als het Nederlands wordt er dan meestal van uitgegaan dat beide ontkenningen elkaar opheffen. Er ontstaan dan zinnen als:
- Ja, ja, dat heb je niet onaardig gedaan.
- Hij woont daar niet oncomfortabel. (Hetzij: "Zijn woning is tenminste bewoonbaar" – geen litotes; hetzij: "Hij woont in grote luxe" – wel litotes.)

Deze dubbele ontkenningen hebben lang niet altijd een litotische functie. De eerste voorbeeldzin kan eventueel ook worden opgevat als een eufemisme, indien bedoeld om een in de kern afwijzend oordeel te verbloemen. "Niet oncomfortabel" is in het ene verband wel een litotes, terwijl het in ander verband een neutrale beschrijving van de situatie geeft.

## Verwante begrippen
De litotes lijkt op het understatement. Zo kan de bedoeling "Hij woont in grote luxe" worden weergegeven met:
- een litotes: "Hij woont daar niet onaardig", maar ook met
- een understatement: Hij woont daar leuk!"

Soms is de grens tussen deze twee stijlfiguren vaag; zo kan in dit voorbeeld de formulering niet onaardig wellicht ook als een understatement worden gezien. 